# سیارک ۹۷۰۷
سیارک ۹۷۰۷ (به انگلیسی: 9707 Petruskoning، نامگذاری:3226T-3) نه هزار و هفتصد و هفتمین سیارک کشف شده‌است که در ۱۶ اکتبر ۱۹۷۷ کشف شد.
قدر مطلق سیارک برابر ۱۳٫۶۰ است.